# Santiago Udina i Martorell
Santiago Udina Martorell Barcelona (1911-2006). Advocat i polític catòlic conservador. Fou regidor i tinent d'alcalde de l'Ajuntament de Barcelona, entre altres càrrecs durant el franquisme. Era casat, va tenir onze fills. Era germà de Frederic Udina i Martorell.

## Inicis
Estudia a l'Institut de Batxillerat Jaume Balmes de Barcelona. Durant l'etapa d'ensenyament mitjà serà membre de l'Associació d'Estudiants Catòlics de Batxillerat, de la que serà secretari de l'any 1926 al 1929.
Entrarà a la Universitat de Barcelona l'any 1930 i es llicenciarà en Dret l'any 1933. Durant l'etapa universitària. Serà tresorer de l'Associació d'Estudiants Catòlics de Dret, i de la Federació Catalana d'Estudiants Catòlics del 1931 i 1933. Farà el servei militar com alferes de Complement d'Artilleria l'any 1933.
Es col·legiarà als Col·legis d'Advocats de Barcelona, Sabadell i Madrid. Fou vicepresident de la Mancomunitat de Fabricants de Teixits, patronal que agrupava juntament amb l'Agrupació de Teixidors, els industrials cotoners al si del Foment del Treball Nacional abans de 1936.
Membre de les Congregacions Marianes de Joves dels Jesuïtes en serà president de 1934 fins al 1939.

## Actuació durant la Guerra Civil[2]
Després del Cop d'Estat del 18 de juliol de 1936, s'amaga a Barcelona durant un temps, però en ser detinguda, per membres de FAI del Comitè de Milícies Antifeixistes, la seva família, es lliura el gener de 1937. Serà acusat d'activitats polítiques subversives com membre de l'organització ESTRE, filial de la FET-JONS i com a president de les Congregacions Marianes. El Tribunal Popular n.2 el condemnarà a 10 anys de treball a la comunitat. Passarà la resta de la Guerra Civil en diferents camps i presons de Barcelona i Figueres (Conballa, Barbens, Rialp, Lleida...) on hi restarà fins a l'onze de febrer de 1939.

## Trajectòria durant el franquisme
Catòlic i franquista convençut donarà suport al règim i a les manifestacions de l'església oficial fidel al franquisme. Serà President de la Junta Diocesana d'Acció Catòlica de Barcelona i vocal de la Junta Nacional del 1943 al 1957. També, vocal de l'Associació Catòlica de Pares. Tindrà un paper importantíssim des de la comissió executiva en l'organització del Congrés Eucarístic Internacional de Barcelona que constituí l'apoteosi del nacionalcatolicisme de l'any 1952.
Serà secretari i assessor del Gremi de Fabricants de Sabadell des de 1941, entitat a la que restarà sempre vinculat fins al 1962.
El 1956 serà nomenat regidor i tinent d'alcalde d'Urbanisme de l'Ajuntament de Barcelona on restarà fins al 1961.
El 18 de juliol 1961 li fou atorgada la Gran Cruz del Mérito Civil
El 1962 es trasllada a Madrid després del seu nomenament com a secretari de la comissaria del Plan de Desarrollo fins al 1966. Després serà subsecretari del Ministeri d'Obres Públiques el 1966 nomenat pel ministre Federico Silva Muñoz. President del Banc de Crèdit Local el 1968. Conseller Nacional del Movimiento (1966-1967). El 1966 havia estat elegit procurador a les Corts Espanyoles.
També serà president del Cercle Català de Madrid fins al 1974.

## L'etapa democràtica
Durant la Transició serà delegat de l'Estat al Consorci de la Zona Franca de Barcelona de 1974 al 1977. Serà també conseller - secretari general del consell d'administració de la Caixa de Pensions de Catalunya i Balears "La Caixa" entre el 1975 i 1978.
El 1974 li va ser atorgada la gran Creu de l'Orde Isabel la Catòlica
En els últims anys de la dictadura, Udina Martorell va impulsar el partit dretà Unió Catalana. El 1976, que es va vincular a Unió Democràtica Espanyola, dirigida per l'ex-ministre de Franco, Federico Silva Muñoz. Va presentar-se a les eleccions de 1977 a l'empara d'Alianza Popular, el grup format per diversos polítics franquistes. En no aconseguir l'escó es va retirar de l'activitat pública.
Va morir a Barcelona el 17 de març de 2006.